# Colin
Colin ist ein männlicher Vorname und Familienname.

## Herkunft und Bedeutung
Als Vorname tritt Colin hauptsächlich im englischen Sprachraum als eine Kurzform von Nicholas auf; Schreibvarianten sind Collin und Colín. Der Familienname ist häufig im französischen Sprachraum zu finden.

## Namensträger

### Vorname

#### A
- Colin Angus (* 1971), kanadischer Abenteuerreisender
- Colin Archer (1832–1921), norwegischer Schiffsdesigner
- Colin Austin (1941–2010), britischer Klassischer Philologe und Papyrologe

#### B
- Colin Bailey (1934–2021), britisch-US-amerikanischer Schlagzeuger
- Colin Baiocchi (* ≈2006), US-amerikanischer Schauspieler
- Colin Baker (* 1943), englischer Schauspieler
- Colin Barnett (* 1950), australischer Politiker
- Colin Barrett (* 1952), englischer Fußballspieler
- Colin Bateman (* 1962), nordirischer Schriftsteller
- Colin Beacom (* 1937), englischer Badmintonspieler
- Colin Beardsmore (* 1978), deutsch-kanadischer Eishockeyspieler
- Colin Beattie (* 1951), schottischer Politiker
- Colin Beavan (* 1963), US-amerikanischer Autor und Blogger
- Colin Bell (1946–2021), englischer Fußballspieler
- Colin Bell (* ≈1950), nordirischer Badmintonspieler
- Colin Bell (* 1961), englischer Fußballspieler und -trainer
- Colin Bennetts (1940–2013), britischer Theologe, Bischof von Coventry
- Colin Blackburn, Baron Blackburn (1813–1896), britischer Jurist
- Colin Blakely (1930–1987), britischer Schauspieler
- Colin Blakemore (1944–2022), britischer Neurowissenschaftler
- Colin Blunstone (* 1945), britischer Musiker
- Colin Braun (* 1988), US-amerikanischer Autorennfahrer
- Colin Bucksey (* 1946), britisch-US-amerikanischer Filmregisseur, Filmproduzent und Kameramann
- Colin Burgess (1946–2023), australischer Musiker

#### C
- Colin Chapman (1928–1982), britischer Rennwagen-Konstrukteur
- Colin Cooper (1939–2008), britischer Sänger und Musiker
- Colin Cooper (* 1967), englischer Fußballspieler und -trainer

#### D
- Colin Davis (1927–2013), britischer Dirigent
- Colin Dexter (1930–2017), britischer Schriftsteller
- Colin Donnell (* 1982), US-amerikanischer Schauspieler

#### E
- Colin Edwards (* 1974), US-amerikanischer Motorradrennfahrer
- Colin Egglesfield (* 1973), US-amerikanischer Schauspieler
- Colin Eglin (1925–2013), südafrikanischer Politiker

#### F
- Colin Farrell (* 1976), irischer Schauspieler
- Colin Ferguson (* 1972), kanadischer Schauspieler und Regisseur
- Colin Firth (* 1960), britischer Schauspieler

#### G
- Colin Gibson (* 1948), australischer Szenenbildner
- Colin Gibson (* 1960), englischer Fußballspieler
- Colin Gieg (1942–2013), US-amerikanischer Jazzmusiker

#### H
- Colin Hadler (* 2001), österreichischer Schriftsteller
- Colin Hanks (* 1977), US-amerikanischer Schauspieler
- Colin Hart (1935–2025), britischer Journalist und Boxsportkommentator
- Colin Hay (* 1953), australischer Rocksänger
- Colin Higgins (1941–1988), australischer Schriftsteller
- Colin Hodgkinson (* 1945), britischer Musiker

#### I
- Colin Irish (* 1961), englischer Basketballspieler
- Colin Irwin (* 1957), englischer Fußballspieler

#### J
- Colin Jackson (* 1967), britischer Hürdenläufer
- Colin Jeavons (* 1929), britischer Schauspieler
- Colin Jost (* 1982), US-amerikanischer Komiker, Schauspieler und Drehbuchautor

#### K
- Colin Kaepernick (* 1987), US-amerikanischer American-Football-Spieler
- Colin Kâzım-Richards (* 1986), englisch-türkischer Fußballspieler
- Colin Kleine-Bekel (* 2003), deutscher Fußballspieler

#### L
- Colin Lewis (1942–2022), britischer Radrennfahrer
- Colin Lloyd (* 1973), britischer Dartspieler
- Colin Low (1926–2016), kanadischer Filmregisseur, Filmproduzent und Animator

#### M
- Colin McDonald (* 1930), englischer Fußballspieler
- Colin McDonald (* 1984), US-amerikanischer Eishockeyspieler
- Colin McRae (1968–2007), schottischer Rallyefahrer
- Colin M. Miskelly (* 1962), neuseeländischer Ornithologe
- Colin Mochrie (* 1957), kanadischer Schauspieler und Comedian
- Colin Montgomerie (* 1963), schottischer Golfer
- Colin Morgan (* 1986), britischer Schauspieler

#### N
- Colin Nish (* 1981), schottischer Fußballspieler
- Colin Nutley (* 1944), britischer Filmregisseur

#### O
- Colin O’Brady (* 1985), US-amerikanischer Extremsportler
- Colin O’Donoghue (* 1981), irischer Schauspieler
- Colin Osborne (* 1975), englischer Dartspieler

#### P
- Colin Pitchfork (* 1960), verurteilter britischer Mörder und Vergewaltiger
- Colin Powell (1937–2021), US-amerikanischer Politiker
- Colin Pütz (* 2007), deutscher Nachwuchspianist

#### R
- Colin Räbiger (* 1994), deutscher Handballspieler
- Colin Renfrew (1937–2024), britischer Archäologe
- Colin Roscoe (* 1945), walisischer Snookerspieler
- Colin Ross (1885–1945), österreichischer Journalist
- Colin A. Ross (* 1952), kanadischer Psychiater

#### S
- Colin Salmon (* 1962), britischer Schauspieler
- Colin Slee (1945–2010), britischer Theologe
- Colin Stetson (* 1975), US-amerikanischer Jazzmusiker

#### T
- Colin Towns (* 1948), englischer Komponist, Arrangeur, Bandleader, Rock- und Jazzpianist und Musikproduzent
- Colin Trevorrow (* 1976), US-amerikanischer Filmregisseur, Drehbuchautor und Produzent
- Colin Turnbull (1924–1994), britisch-amerikanischer Anthropologe

#### U
- Colin Ugbekilé (* 1999), deutscher Eishockeyspieler

#### V
- Colin Vallon (* 1980), Schweizer Jazzpianist

#### W
- Colin Ward (1924–2010), britischer Schriftsteller
- Colin Webster (* ≈1980), britischer Improvisationsmusiker
- Colin Wilkie (1934–2020), britischer Singer-Songwriter
- Colin Wilson (1931–2013), britischer Schriftsteller
- Colin St. John Wilson (1922–2007), britischer Architekt und Autor

### Künstlername
- Sir Colin (* 1979), Schweizer DJ

### Familienname
- Alexander Colin (1527/1529–1612), flämischer Bildhauer
- Alexandre Marie Colin (1798–1873), französischer Maler
- André Colin (Politiker) (1910–1978), französischer Politiker
- André Collin (Architekt) (1875–1966), französischer Architekt und Denkmalpfleger
- Anthony Colin (* 1985), französischer Radrennfahrer
- Charles Colin (Musiker, 1832) (Charles-Joseph Colin; 1832–1881), französischer Oboist, Organist, Musikpädagoge und Komponist
- Charles Colin (Musiker, 1913) (1913–2000), US-amerikanischer Jazztrompeter und Musikpädagoge
- David Colin junior (* 1970), US-amerikanischer Kinderdarsteller
- Denis Colin (* 1956), französischer Jazzmusiker und Komponist
- Fabrice Colin (* 1972), französischer Schriftsteller
- Friedrich Colin (1844–1909), deutscher Kaufmann und Offizier
- Gérard Colin (* 1958), französischer Skispringer
- Grégoire Colin (* 1975), französischer Schauspieler
- Gustave Colin (1828–1910), französischer Maler
- James-Victor Colin (1807–1886), Schweizer Architekt
- Jean Colin (Schauspielerin) (1905–1989), britische Schauspielerin
- Jean Colin (Höhlenforscher) (1909–1971), französischer Höhlenforscher
- Jean Colin (Grafiker) (1912–1982), französischer Grafiker
- Jean-Claude Colin (1790–1875), französischer Priester
- Jean-Jacques Colin (1784–1865), französischer Chemiker
- Jean-Paul Colin (* 1934), französischer Romanist und Lexikograf
- Johann Wilhelm Colin (1790–1870), kurhessischer Landtagsabgeordneter
- Jurgen Colin (* 1981), niederländischer Fußballspieler
- Luc Colin (1935–1999), französischer Skilangläufer
- Louis Colin (1821–1881), Schweizer Fotograf
- Marcel Colin-Reval (1905–2004), französischer Filmjournalist und Kinoleiter
- Margaret Colin (* 1958), US-amerikanische Schauspielerin
- Maxime Colin (* 1991), französischer Fußballspieler
- Nathalie Colin-Oesterlé (* 1965), französische Politikerin (Konservative)
- Pascal Colin (* 1996), mauritischer Fußballspieler
- Patrick Lynn Colin (* 1946), puerto-ricanischer Meeresbiologe
- Paul Colin (Künstler) (1892–1985), französischer Grafiker und Maler
- Paul Colin (Schriftsteller) (1920–2018), französischer Schriftsteller
- Ralph F. Colin (1900–1985), US-amerikanischer Rechtsanwalt, Kunstsammler und Mäzen
- Richarno Colin (* 1987), mauritischer Boxer
- Vincent Colin (Mathematiker) (* 1971), französischer Mathematiker
- Vincent Colin (Schachspieler) (* 1980), französischer Schachspieler
- Vladimir Colin (1921–1991), rumänischer Schriftsteller
- Yves Colin de Verdière, französischer Mathematiker